# لاسال ۳۰۰ شمالی
لاسال ۳۰۰ شمالی (به انگلیسی: 300 North LaSalle) شامل ۶۰ طبقه ساختمان است که بین سال‌های ۲۰۰۶ تا ۲۰۰۹ ساخته شده است.

## مکان پروژه
در ساحل شمالی رود شیکاگو در منطقه‌ای نزدیک شمال شیکاگو، ایلینوی، ایالات متحده است. مساحت این ساختمان ۱٫۳ میلیون فوت مربع (۱۲۱۷۷۰ متر مربع) است، که این فضاها شامل ادارات، مغازه‌های خرده فروشی، رستوران‌ها، و فضاهای عمومی، و همچنین سه سطح پارکینگ زیرزمینی است. با توجه به محل سکونت در ساحل شمال رودخانه شیکاگو، ویژگی‌های ساختمان شامل نیم هکتار آب نمای خورشیدی با باغ‌های عمومی با دسترسی مستقیم به لبه رودخانه است. سازه‌های فولادی ساخته شده توسط شرکت Cives است و جزئیات و مفصل‌های بین سازه‌ها توسط بخشی از شرکت سازه فولاد Cives است.

## ساختمان سبز
لاسال ۳۰۰ شمالی موفق به دریافت گواهینامه مدرک پلاتین لید از شورای ساختمان سبز ایالات متحده برای ساختمان‌های موجود شد و بالاترین امتیاز ممکن به دست‌آورد. این برج پیش از این مدرک لید طلایی را برای سیستم هسته‌ای و سیستم چرخشی خود به دست آورده بود.

## مالکیت ساختمان
ساختمان در ۲۹ ژوئیه ۲۰۱۰ توسط شرکت هاینز به شرکتKBS REIT II فروش رسید. این شرکت یک صندوق سرمایه‌گذاری املاک و مستغلات در جنوب کالیفرنیا است.